# Château de Colombey
Le château de Colombey situé à Coincy en Moselle était un château de l’ancienne commune de Colombey, construit par le baron de Tschudi au XVIIIe siècle. Il est incendié pendant la guerre franco-prussienne de 1870 et entièrement démoli après la Première Guerre mondiale.

## Histoire

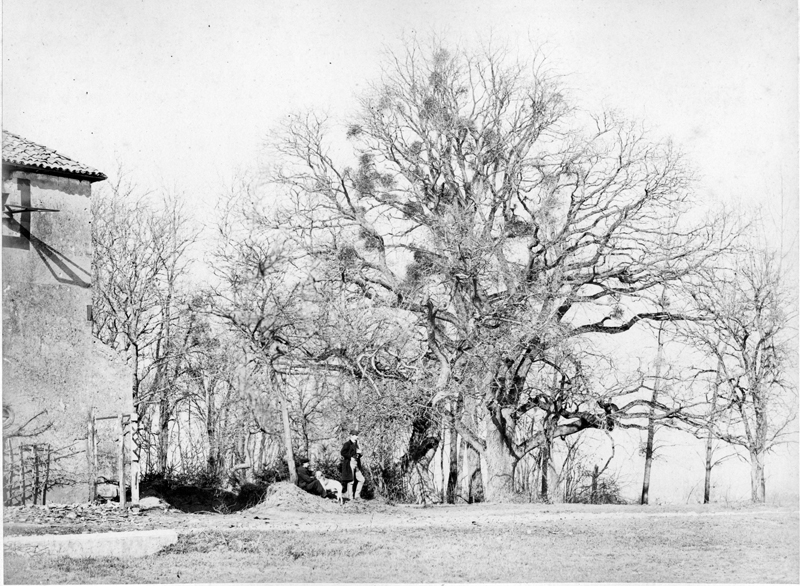
Le sophora à côté du château (après les batailles de 1870).

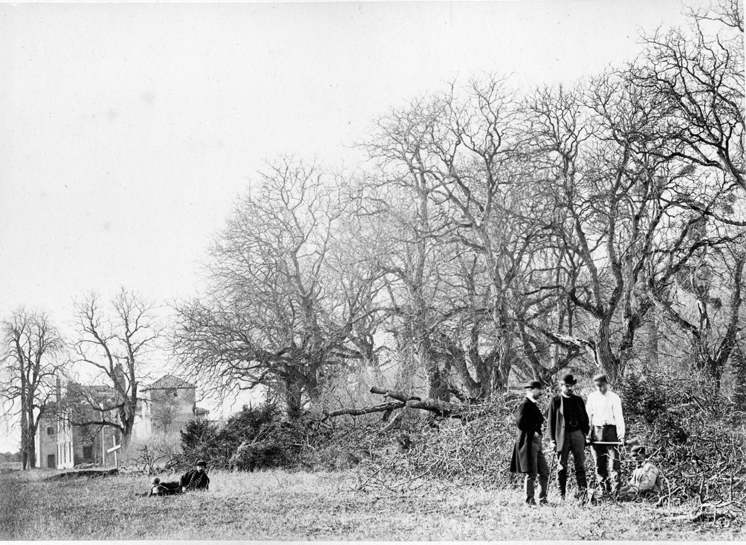
Avenue des Noyers

Au dixième siècle, Colombey est un ensemble de cabanes servant de demeures aux serfs avec en son centre un château flanqué de tourelles aux fenêtres cintrées, aux murs épais constellés de meurtrières. Une des tourelles est surmontée d’un pigeon en métal, le colombier. Une autre se termine par une croix de fer, c’est la chapelle castrale, future église Saint-Nabor. La tour la plus élevée, remarquable par son entrée à plein cintre et ses écussons armoriés déchiquetés servant de girouette, constitue le donjon.
En 1681, le vieux château féodal est encore debout au bout du village, du côté de l’église, avec son colombier à quatre piliers insigne de haute justice et son enceinte de tours.
Au XVIIIe siècle, Théodore de Tschudi fait démolir l’ancien château féodal pour construire une grande maison dans le style de l’époque : moins imposante mais plus agréable à habiter et plus confortable, ouvrant sur un jardin. Il commence à aménager le petit bois en parc où poussent des essences lorraines : hêtres, chênes et charmes.
Son fils convertit les environs du château en parc anglais. Il fait planter à grands frais des arbres venus d’Asie, d’Afrique et d’Amérique et permet à ses contemporains de connaitre aux environs de Metz le robinier, l’acacia, le sophora le noyer d’Amérique ou encore le vernis du Japon.
Le château, pris et repris lors des affrontements de la guerre de 1870, fut incendié le 27 septembre 1870, le parc, les jardins et les pépinières dévastés. Il sera entièrement brûlé par ordre de la place de Metz le 27 octobre de la même année.
Voici la description qu’en fit Charles Abel, président de l’Académie de Metz, se rendant à Colombey après la bataille : « J’étais impatient de voir ce que le pétrole avait respecté dans cette demeure, qui évoque des souvenirs chers parmi nos savants et nos horticulteurs. Mais je restai tout interdit, cherchant ces belles fermes, cette serre remarquable où il s’était fait tant d’expériences sous les auspices de l’Académie de Metz. Je n’apercevais que des murs noircis par la fumée du pétrole. Là où j’avais admiré des massifs de roses et des bosquets d’arbres exotiques, s’élevait en guise de plates-bandes une vingtaine de tombes de militaires allemands ».
Un peintre, J. B. Léon Simon, familier de Colombey, retourna lui aussi sur place après la capitulation, pour dessiner « les arbres séculaires qu’il avait admirés dans toute leur force végétative quelque temps auparavant, et qui à cette heure jonchaient le sol à côté de cadavres d’hommes et de chevaux recouverts à la hâte d’une mince couche de terre ». 
Charles Abel terminait en disant : « Si le propriétaire du château de Colombey, profitant de la présence de maçon en ces lieux, pouvait faire restaurer la chapelle, son parc, le château et l’église de Colombey, deviendraient le but de la plus charmante et instructive promenade des environs de Metz ».
En 1914, le château comprenait encore des ruines assez importantes qui permettaient de reconstituer son emplacement mais pendant la Première Guerre mondiale les murs ont été complètement démolis et les pierres ont presque toutes été enlevées. 
Les bâtiments restants aujourd’hui, reconstruit depuis[Quand ?] plus à l’ouest que l’ancien château, sont ceux d’une exploitation agricole. Elle borde la route qui mène à Borny en passant devant la Westphalia et l’Allée des morts (monuments allemands de la guerre de 1870). Une croix devant la ferme, qui était auparavant à Coincy, rappelle une épidémie de peste dans le village.
Il est difficile aujourd’hui de situer le château au milieu du parc qui ne sert plus qu’aux bestiaux. Il en reste les fondations, de grandes caves recouvertes d’un monticule de terre et d’arbres déjà grands, un puits profond d’une vingtaine de mètres et une bâtisse moyenne, encore debout, qui servait d’écurie pour le château.